# Pteromalus capreae
Pteromalus capreae är en stekelart som först beskrevs av Carl von Linné 1761.  Pteromalus capreae ingår i släktet Pteromalus och familjen puppglanssteklar. Arten är reproducerande i Sverige. Inga underarter finns listade i Catalogue of Life.